# Ильинский луг
Ильинский луг — государственный комплексный (ландшафтный) заказник регионального значения в центре Суздаля Владимирской области. Занимает пойменные и (на западе) припойменные земли на правом берегу Каменки, на противоположному берегу которой находится Суздальский кремль. Крупнейший из 11 лугов Суздаля, занимает площадь 40,8 га из общих 148,8 га луговых земель города.
С юга ограничен жилой застройкой улиц Пролетарской, Некрасова и Мичурина, с запада — объездной дороги на ГТК «Суздаль», с севера — жилой застройкой улиц Шмидта и Ильинской и мастерскими Суздальского сельскохозяйственного колледжа, с востока — рекой Каменкой. На юго-востоке обходит врезающийся в заказник холм с жилым массивом улицы Иванова Гора и Ильинской церковью, где раньше находилась архиерейская слобода. Граница охранной зоны по периметру составляет 25 метров.
На 2012 год в заказнике были выявлены 159 видов растений, в том числе 23 астровых, 17 злаков, 12 розоцветных, 9 бобовых, 7 капустных, 6 осоковых. Фауна заказника представлена примерно 40 видами птиц, самая распространённая из которых — озёрная чайка. Из краснокнижных птиц области в заказнике наблюдали белокрылую крачку, поручейник, большой веретенник, турухтан.
Из древних рукописей известно, что луг использовался для покосов. В советское время на лугу пасли стада. Во время Великой Отечественной войны западная часть луга использовалась для армейских учений, рельеф был сильно повреждён окопами, чьи канавы и ямы сохранились. Тогда же север луга был занят огородами. В позднесоветское время на Каменке были возведены плотины и дамбы, что привело к обмелению реки и заболачиванию берегов. Заказник был создан 19 апреля 1999 года постановлением главы Владимирской области. Через заказник проходит тропа, ведущая от Ильинской церкви на северо-восток, в сторону пешеходного моста у Богоявленской церкви.